# ベルチェ鉱
ベルチェ鉱(Berthierite)は、鉄とアンチモンの硫化物からなる鉱物で、組成はFeSb2S4である。金属質の光沢を持つ鉄灰色の鉱物で、虹色の輝きに覆われている。その見た目のため、しばしば輝安鉱と誤認される。
1827年にフランスで発見され、フランスの鉱物学者ピエール・ベルチェに因んで命名された。